# Amerila subleucoptera
Amerila subleucoptera là một loài bướm đêm thuộc phân họ Arctiinae, họ Erebidae.